# تصنيف بيئي
التصنيف البيئي هو تصنيف الأرض أو المياه إلى وحدات جغرافية تمثل تباينًا في واحد أو أكثر من السمات البيئية. تركز المناهج التقليدية على الجيولوجيا، والتضاريس، والجغرافيا الحيوية، والتربة، والغطاء النباتي، والظروف المناخية، والأنواع الحية، والموائل، والموارد المائية، وأحيانًا العوامل البشرية أيضًا. تتبع معظم المناهج ترسيم الخرائط أو أقلمة مناطق متميزة لرسم الخرائط والتخطيط.

## مقاربات التصنيفات
تم تطوير مناهج مختلفة للتصنيفات البيئية في تخصصات الأرض والمياه العذبة والبحرية. تقليديا، ركزت هذه الأساليب على المكونات الحيوية (تصنيف الغطاء النباتي)، والمكونات اللاأحيائية (النهج البيئية) أو العمليات البيئية والتطورية الضمنية (النهج الجغرافية الحيوية). إن تصنيفات النظم البيئية هي أنواع محددة من التصنيفات البيئية التي تنظر في جميع العناصر الأربعة لتعريف النظم البيئية: مكون حيوي، مجمع حيواني، التفاعلات بينها وداخلها، والفضاء المادي الذي يشغلونه (موطن بيئي).

### تصنيف الغطاء النباتي
غالبًا ما يستخدم الغطاء النباتي لتصنيف الوحدات البيئية الأرضية. يمكن أن يعتمد تصنيف الغطاء النباتي على بنية الغطاء النباتي والتكوين النباتي. التصنيفات المعتمدة كليًا على هيكل الغطاء النباتي تتداخل مع فئات رسم خرائط الغطاء الأرضي.
يتم استخدام العديد من مخططات تصنيف الغطاء النباتي من قبل وكالات إدارة الأراضي والموارد والبيئة في مختلف الولايات القضائية الوطنية والخاصة بالولاية. تم اقتراح التصنيف الدولي للنباتات (IVC أو EcoVeg) مؤخرًا ولكن لم يتم اعتماده على نطاق واسع بعد.
تصنيفات الغطاء النباتي لها استخدام محدود في النظم المائية، حيث لا تهيمن النباتات إلا على حفنة من المياه العذبة أو الموائل البحرية (مثل غابات عشب البحر أو مروج الأعشاب البحرية). أيضًا، لم يتم وصف بعض البيئات الأرضية المتطرفة، مثل النظم البيئية الجوفية أو المبردة، بشكل صحيح في تصنيفات الغطاء النباتي.

### النهج الجغرافي الحيوي
تدرس تخصصات الجغرافيا النباتية والجغرافيا الحيوية التوزيع الجغرافي للمجتمعات النباتية والمجتمعات الحيوانية. يتم تعميم الأنماط الشائعة لتوزيع عدة مجموعات تصنيفية في المناطق الحيوية أو الجغرافيا النباتية أو المناطق الجغرافية الحيوانية.

### النهج البيئي
تُستخدم التصنيفات المناخية في التخصصات الأرضية بسبب التأثير الكبير للمناخ على الحياة البيولوجية في المنطقة. من المحتمل أن يكون مخطط التصنيف الأكثر شيوعًا هو مخطط تصنيف كوبن للمناخ. وبالمثل، يمكن أن تؤثر الخصائص الجيولوجية والتربة على الغطاء النباتي الأرضي.
في التخصصات البحرية، يميز التقسيم الطبقي لطبقات المياه بين الأنواع بناءً على توفر الضوء والمغذيات، أو التغيرات في الخصائص الكيميائية الجغرافية الحيوية.

### تصنيفات النظام البيئي
حدد الجغرافي الأمريكي روبرت بيلي تسلسلاً هرميًا لوحدات النظام البيئي التي تتراوح من النظم البيئية الدقيقة (مواقع فردية متجانسة، بترتيب 10 كيلومترات مربعة (4 ميل مربع) في المنطقة)، من خلال النظم البيئية المتوسطة (بيئة المناظر الطبيعية، بترتيب 1000 متر مربع. كيلومترات مربعة (400 ميل مربع)) إلى النظم البيئية الكلية (المناطق البيئية، بترتيب 100000 كيلومتر مربع (40000 ميل مربع)).: الفصل: 2، ص: 25-28
حدد بيلي خمس طرق مختلفة لتحديد النظم البيئية: الشكل الكلي («الكل الذي لم يتم اشتقاقه من خلال جزء كبير من أجزائه»)، حيث يتم التعرف على المناطق وترسم الحدود بشكل حدسي؛ نظام تراكب الخرائط حيث تتراكب طبقات مختلفة مثل الجيولوجيا والتضاريس وأنواع التربة لتحديد النظم البيئية؛ تجميع متعدد المتغيرات لسمات الموقع؛ معالجة الصور الرقمية لمناطق تجميع البيانات المستشعرة عن بعد بناءً على مظهرها أو الخصائص الطيفية الأخرى؛ أو عن طريق «طريقة العوامل المراقبة» حيث يتم تحديد مجموعة فرعية من العوامل (مثل التربة أو المناخ أو علم الفراسة النباتية أو توزيع الأنواع النباتية أو الحيوانية) من مجموعة كبيرة من تلك الممكنة تستخدم لتحويل النظم البيئية.: الفصل: 3، ص: 29-40
على النقيض من منهجية بيلي، حدد عالم البيئة في بورتوريكو أرييل لوجو والمؤلفون المشاركون عشر خصائص لنظام تصنيف فعال. على سبيل المثال، أنها تستند إلى بيانات كمية جغرافية مرجعية؛ أنه يجب أن يقلل من الذاتية وأن يحدد بوضوح المعايير والافتراضات؛ أنه ينبغي تنظيمها حول العوامل التي تدفع عمليات النظام البيئي؛ أنه ينبغي أن تعكس الطبيعة الهرمية للنظم البيئية؛ أنه ينبغي أن يكون مرنًا بما يكفي ليتوافق مع المقاييس المختلفة التي تعمل بها إدارة النظام البيئي.
طور الاتحاد الدولي للحفاظ على الطبيعة تصنيفًا عالميًا للنظام البيئي يتوافق مع تعريف النظم البيئية كوحدات بيئية تشتمل على مكون حيوي، ومركب غير حيوي، والتفاعلات بينها وداخلها، وتحتل مساحة مادية محدودة أو موطن بيئي. يعتمد هذا التصنيف على ستة مبادئ تصميم: تمثيل العمليات البيئية، وتمثيل الكائنات الحية، والاتساق المفاهيمي في جميع أنحاء المحيط الحيوي والهيكل القابل للتطوير، والوحدات المكانية الصريحة، والبلامة والمرافق. أدى هذا النهج إلى تمثيل مزدوج لوظائف النظام البيئي وتكوينه ضمن هيكل هرمي مرن يمكن بناؤه من نهج من أعلى إلى أسفل (تقسيم الوحدات العليا حسب الوظيفة) ونهج من أسفل إلى أعلى (تمثيل التباين التركيبي داخل الوحدات الوظيفية).

## فهرس
- Gregorich, E. G., and et al. "Soil and Environmental Science Dictionary." Canadian ecological land classification system, pp 111 (2001). Canadian Society of Soil Science. CRC Press LLC. (ردمك 0-8493-3115-3).
- Klijn, F., and H. A. Udo De Haes. 1994. "A hierarchical approach to ecosystems and its implications for ecological land classification." In: Landscape Ecology vol. 9 no. 2 pp 89–104 (1994). The Hague, SPB Academic Publishing bv.

## روابط خارجية
- المناطق البيئية والمواقع البيئية
- مثال على تصنيف الأراضي البيئية في كولومبيا البريطانية (كندا)
- برنامج EcoSim Software Inc ELC eTool
- الرابطة الدولية لعلماء الغطاء النباتي - طرق تصنيف الغطاء النباتي